# Translation
Translation è l'ottavo album in studio del gruppo musicale statunitense Black Eyed Peas, pubblicato il 19 giugno 2020 dalla Epic Records.

## Descrizione
Gran parte dell'album è stato realizzato con la partecipazione di svariati artisti appartenenti alla scena pop latino, tra cui J Balvin, Maluma, Nicky Jam e Shakira, oltre a una maggiore presenza di parte cantate in spagnolo. Tale caratteristica si è evidenziata anche dal punto di vista musicale, con l'integrazione di sonorità più vicine all'hip hop latino moderno influenzato dal reggaeton e dal trap.
Come quanto operato con i precedenti album del trio, anche per Translation sono stati utilizzati svariati campionamenti per alcuni brani. Il primo singolo Ritmo contiene elementi tratti da The Rhythm of the Night di Corona, Feel the Beat utilizza il ritornello di Can You Feel the Beat dei Lisa Lisa and Cult Jam e dei Full Force, Mamacita presenta una parte di La isla bonita di Madonna, Vida loca è basato sulla melodia di U Can't Touch This di MC Hammer, Celebrate alcuni versi di Have a Nice Day di Roxanne Shanté e Mabuti una porzione di I Don't Know What It Is, But It Sure Is Funky dei Ripple.

## Promozione
In anticipazione alla pubblicazione di Translation i Black Eyed Peas hanno reso disponibile tre singoli. Il primo di essi è stato Ritmo (Bad Boys for Life), inciso con J Balvin per il film Bad Boys for Life e presentato l'11 ottobre 2019 insieme al relativo videoclip. Il 10 aprile 2020 è stata la volta di Mamacita, realizzato con Ozuna e J. Rey Soul e con il quale il gruppo ha conquistato la vetta delle classifiche Latin Airplay e Latin Rhythm Airplay stilate da Billboard. Come terzo ed ultimo singolo anticipatore dell'album, il 12 giugno 2020 i Black Eyed Peas hanno estratto No mañana, brano inciso insieme a El Alfa; il relativo videoclip è stato reso disponibile il giorno seguente attraverso il loro canale YouTube.
Il 18 giugno è stato presentato il videoclip per la seconda traccia Feel the Beat, pubblicato come quarto singolo il seguente 17 luglio. Il 20 agosto il trio ha eseguito per la prima volta dal vivo Vida loca in occasione degli annuali MTV Video Music Awards, giorno in cui è stato pubblicato anche il videoclip; il singolo è invece stato pubblicato il 15 settembre seguente per le radio rhythmic statunitensi. Il 4 dicembre il trio ha pubblicato il videoclip di Girl like Me, estratto come singolo una settimana più tardi.

## Accoglienza
| Recensione    | Giudizio |
| ------------- | -------- |
| AllMusic      |          |
| Rolling Stone |          |

Translation ha ottenuto recensioni miste da parte dei critici musicali. Su Metacritic, sito che assegna un punteggio normalizzato su 100 in base a critiche selezionate, l'album ha ottenuto un punteggio medio di 63 basato su quattro critiche.

## Tracce
1. Ritmo (+ J Balvin) – 3:34 (William Adams, Allan Pineda, Keith Harris, Jose Alvaro Osorio Balvin, Francesco Bontempi, Michale Gaffey, Peter Glenister, Annerley Gordon, Giorgio Spagner)
2. Feel the Beat (+ Maluma) – 3:57 (William Adams, Yonatan Goldstein, Allan Pineda, Jimmy Luis Gomez, Juan Luis Londoño Arias, High L Clarke, Paul Anthony Thomas, Curtis T. Bedeau, Gerard R. Charles, Brian P. George, Lucien J. George)
3. Mamacita (+ Ozuna + J. Rey Soul) – 4:11 (William Adams, Yonatan Goldstein, Juan Carlos Ozuna Rosado, Allan Pineda, Jimmy Luis Gomez, Madonna Ciccone, Bruce Gaitsch, Susan Leonard, Patrick Leonard)
4. Girl like Me (+ Shakira) – 3:42 (William Adams, Yonatan Goldstein, Allan Pineda, Jimmy Luis Gomez, Shakira, Brendan Buckley, Albert Menendez, Tim Mitchell)
5. Vida loca (+ Nicky Jam + Tyga) – 3:54 (William Adams, Allan Pineda, Jimmy Luis Gomez, Michael Ray Stevenson, Nick Rivera Caminero, James Johnson, Alonzo Miller, Kirk Burrell)
6. No mañana (+ El Alfa) – 3:41 (William Adams, Allan Pineda, Jimmy Luis Gomez, Emmanuel Herrera Batista)
7. Tonta Love (+ J. Rey Soul) – 3:50 (William Adams, Yonatan Goldstein)
8. Celebrate – 3:39 (William Adams, Yonatan Golstein, Allan Pineda, Jimmy Luis Gomez)
9. Todo bueno (+ Piso 21) – 3:50 (William Adams, Yonatan Goldstein, Allan Pineda, Jimmy Luis Gomez, David Escobar Gallego, Pablo Mejia Bermudez, Juan David Huertas Clavijo, David Lorduy Hernandez, Alejandro Patiño)
10. Duro Hard (+ Becky G) – 3:25 (William Adams, Reynard Bargmann, Rebbeca Marie Gomez, Jimmy Luis Gomez, Yonatan Goldstein, Damien Leroy, Papatinho)
11. Mabuti (+ French Montana) – 4:16 (William Adams, Yonatan Goldstein, Allan Pineda, Karim Kharbouch, Simon Carter, Walter Carter, David Ferguson, William Hull, Curtis Reynolds, Keith Samuels, Brian Sherrer)
12. I Woke Up – 3:30 (William Adams, Allan Pineda, Jimmy Luis Gomez, Tarik Johnston)
13. Get Loose Now – 2:27 (William Adams, Yonatan Goldstein)
14. Action – 4:12 (William Adams, Allan Pineda, Jimmy Luis Gomez, William Grigahcine)
15. News Today – 4:16 (William Adams, Yonatan Goldstein, Allan Pineda, Jimmy Luis Gomez, Benjamin Mor)

## Formazione
Gruppo
- will.i.am – voce
- apl.de.ap – voce (eccetto tracce 7, 10 e 13)
- Taboo – voce (eccetto tracce 1, 7, 11 e 13)

Altri musicisti
- J Balvin – voce (traccia 1)
- Maluma – voce (traccia 2)
- Ozuna – voce (traccia 3)
- J. Rey Soul – voce (tracce 3, 5, 7, 8 e 12)
- Shakira – voce (traccia 4)
- Nicky Jam – voce (traccia 5)
- Tyga – voce (traccia 5)
- El Alfa – voce (traccia 6)
- Piso 21 – voci (traccia 9)
- Becky G – voce (traccia 10)
- French Montana – voce (traccia 11)

Produzione
- will.i.am – produzione esecutiva, direzione artistica, registrazione, ingegneria del suono, produzione (tracce 1-6, 10 e 13), tracker (traccia 1), coproduzione (tracce 7-9, 11)
- Eddie Axley – direzione artistica, design logo, grafica
- Cody Atcher – design logo, grafica
- Po Shapo Wang – grafica
- Ernest Weber – grafica
- Pasha Shapiro – grafica
- Nabil Elderkin – fotografia
- Dylan "3D" Dresdow – registrazione, ingegneria del suono, missaggio, mastering, tracker
- Keith Harris – coproduzione (traccia 1)
- Hector Acosta – tracker (traccia 1)
- Johnny Goldstein – coproduzione (tracce 2-4, 6, 10 e 13), produzione (tracce 7-9, 11 e 15)
- Mucky – coproduzione (tracce 2 e 10)
- Alexis Gotay-Perez – tracker (traccia 3)
- Shakira – coproduzione, arrangiamento vocale e dei cori (traccia 4)
- Olgui Chirino – arrangiamento dei cori (traccia 4)
- Dave Clauss – missaggio aggiuntivo e tracker (traccia 4)
- Roger Rodes – tracker (traccia 4)
- Christian "CQ" Quinonez – tracker (traccia 5)
- Mosty – produzione aggiuntiva (traccia 9)
- Ammo – coproduzione (traccia 10)
- Papatinho – coproduzione (traccia 10)
- Rvssian – produzione (traccia 12)
- DJ Snake – produzione (traccia 14)

## Classifiche

### Classifiche settimanali
| Classifica (2020) | Posizione massima |
| ----------------- | ----------------- |
| Austria           | 45                |
| Belgio (Fiandre)  | 43                |
| Belgio (Vallonia) | 37                |
| Canada            | 8                 |
| Finlandia         | 13                |
| Estonia           | 18                |
| Francia           | 13                |
| Germania          | 57                |
| Grecia            | 23                |
| Italia            | 8                 |
| Lituania          | 13                |
| Norvegia          | 38                |
| Paesi Bassi       | 18                |
| Portogallo        | 33                |
| Spagna            | 12                |
| Stati Uniti       | 52                |
| Svezia            | 42                |
| Svizzera          | 11                |

### Classifiche di fine anno
| Classifica (2020) | Posizione |
| ----------------- | --------- |
| Francia           | 99        |
| Italia            | 78        |
| Classifica (2021) | Posizione |
| Francia           | 96        |